# Contea di Huguan
La contea di Huguan (壶关县S, Húguān XiànP) è una contea della Cina, situata nella provincia dello Shanxi e amministrata dalla prefettura di Changzhi.